# K2-28
K2-28 är en ensam stjärna belägen i den mellersta delen av stjärnbilden Vattumannen. Det finns en annan stjärna 5,2 bågsekunder nordost om K2-28, men denna stjärna har en annan egenrörelse och är därför fysiskt obesläktad och förmodligen en bakgrundsstjärna. K2-28 har en skenbar magnitud av ca 16,06 och kräver ett kraftfullt teleskop för att kunna observeras. Baserat på parallax enligt Gaia Early Data Release 3 på ca 15,87 mas beräknas den befinna sig på ett avstånd av ca 206 ljusår (ca 63 parsec) från solen. Den rör sig bort från solen med en heliocentrisk radialhastighet av ca 12 km/s.

## Egenskaper
K2-28 är en metallrik röd dvärgstjärna i huvudserien av  spektralklass M4 V. Den har en massa av ca 0,26 solmassa, en radie av ca 0,29 solradie och har en effektiv temperatur av ca 3 200 K. 

## Planetsystem
K2-28 b angavs först av Vanderburg et al. 2016 som en tänkbar exoplanet, som, i en sökning av 59 174 stjärnor under Keplerteleskopets första år av K2-observationer, hittade 234 planetkandidater. Kort därefter bekräftade K2-ESPRINT-projektet att kandidaten var en planet i superjordstorlek i en snäv omloppsbana kring en röd dvärgstjärna.

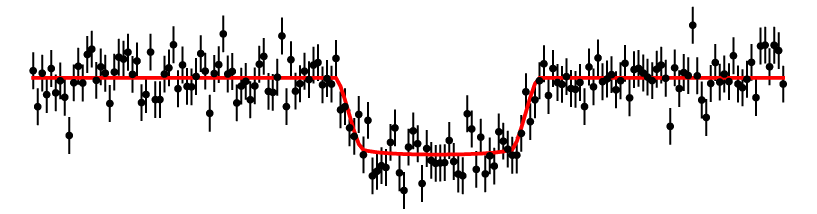
K2-28 transitljuskurva från Spitzer Space Telescope.

K2-28 b är en planet i storleken under Neptunus som kretsar kring dess stjärna med en omloppsperiod på endast 2,26 dygn. Trots dess korta omloppstid är planetens jämviktstemperatur relativt låga 500 Kelvin på grund av moderstjärnans låga utstrålning. På grund av moderstjärnans mycket lilla storlek är planeten ett särskilt gynnsamt mål för transmissionsspektroskopi med rymdteleskopet James Webb, som borde kunna avgöra om atmosfären är grumlig eller klar genom att observera ungefär 5 passager. Bland en grupp små och kalla planeter som kretsar kring relativt ljusa M-dvärgar är dess förutspådda sekundära förmörkelsedjup på 230 miljondelar näst efter Gliese 1214 b.

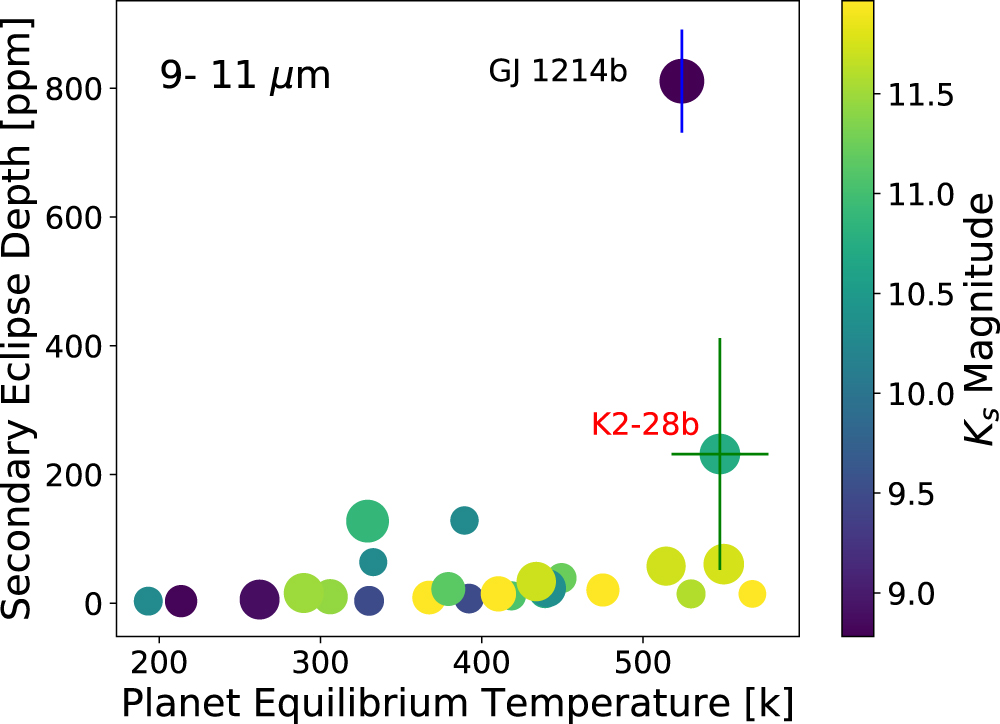
Sekundärt förmörkelsedjup kontra temperatur hos små och svala planeter som kretsar kring relativt ljusa M-dvärgar

| Planet | Massa                             | Halv storaxel (AE)    | Siderisk omloppstid (d) | Excentricitet | Inklination      | Radie          |
| ------ | --------------------------------- | --------------------- | ----------------------- | ------------- | ---------------- | -------------- |
| b      | 7,18 +5,92−3,08 (uppskattning) M🜨 | 0,0191 +0,0037−0,0029 | 2,2604455 ± 0,0000010   | 0             | 87,1 +0,90−0,74° | 2,56 ± 0,26 R🜨 |